# Pancadas do caratê
Uchi waza (em japonês:  打ち技, técnicas de pancadas) é a parte do caratê que estuda os golpes que são executados com os membros superiores, salvo as mãos em punho e dedos, bem como quando são utilizadas as demais técnicas de posicionamento das mãos, como costas e palmas, ou outros membros: conforme a maneira de empregar o membro em te waza, procede-se uma variação de golpe. Estas técnicas, além do movimento giratório dos quadris, utilizam das demais articulações dos membros, do cúbito, do pulso, do pescoço etc, ou seja, são golpes mais livre e que não seguem uma trajetória estrita.

## Boshi uchi
Boshi uchi (拇指打ち) golpe com o dedo polegar. Alguns chamam de boshi zuki.

## Enpi uchi
Enpi uchi (猿臂打ち), enpi ate (猿臂当て) ou hiji uchi (肘打ち), é um conjutno de técnicas contundentes nas quais se usam os cotovelos, ou cúbitos. A bem da verdade e do rigor terminológico, tais técnicas não deveriam ser classificadas como "pancadas", haja vista que tais referem-se àqueles golpes aplicados co'as mãos mas em trajetórias indiretas.
De facto deveriam ser classificadas diretamente como ate waza, pelo que alguns chegam a denominar de enpi ate. Por outro lado, em organização diversa estas técnicas são agrupadas como enpi waza (猿臂技). Todavia, aquele grupo engloba não só as técnicas contundentes mas também aquelas de imobilização, ou katame waza.
Naturalmente, os golpes com os cotovelos devem ser aplicados apenas à curta distância, ofensiva ou defensivamente. O que é interesante é que são muito versáteis, pois podem ter a trajetória, vir e ir de qualquer ponto. Como a área de impacto é de per se forte e resistente, o lutador sente-se confortável, pero somente é bastante eficiente quando aplicada em relação ao tanden e com a participação deste ponto; quando tiver trajetória lateral, deve de molde inexorável ser apliacada com o giro da cintura.
- Tate enpi uchi (立て猿臂打ち), ou age enpi uchi (揚げ猿臂打ち) é executado em trajetória ascendente. O braço que ataca está com o punho cerrado rente ao corpo e próximo à linha de cintura, em posição de hikite, e o cotovelo sobe em linha reta até o alvo.
  - Tate enpi uchi hen (立て猿臂打ち辺): com a palma da mão apontando para a cabeça.
  - Tate enpi uchi omote (立て猿臂打ち表): com a palma da mão apontando para os ombros.
- Mawashi enpi uchi (回し猿臂打ち) é feito com o membro percorre uma trajetória circular até o alvo. A posição inicial do punho é a mesma de Tate Empi Uchi.
  - Mae mawashi enpi uchi (前回し猿臂打ち): o alvo encontra-se à fente do lutador e, ao executar o movimento, o pulso faz um giro em torno de si.
  - Ushiro mawashi enpi uchi (後ろ回し猿臂打ち): o alvo encontra-se atrás do lutador e, ao executar o movimento, o pulso faz um meio giro em torno de si; em verdade, o punho sai de uma posição em pé, ou tate.
- Naname enpi uchi (斜め猿臂打ち) possui trajetória com movimento intermediário entre age enpi uchi e mawashi enpi uchi, ou seja, o cotovelo segue uma trajetória ascendente em diagonal.
- Enpi shita uchi (猿臂下打ち), cotovelada com trajetória descendente.
- Yoko enpi uchi (横猿臂打ち) possui um trajetória em movimento lateral linear.
- Otoshi enpi uchi (落し猿臂打ち) é executado em trajetória descendente.
- Ushiro enpi uchi (後ろ猿臂打ち) é xecutado para trás e até chega a se confundir com o movimento de hikite.

## Haishu uchi
Haishu uchi (背手打ち) é uma bofetada dada com as costas da mão.

## Haito uchi
Haito uchi (背刀打ち) é um golpe feito com o chamado "sabre da mão", isto é, a parte interna da mão espalmada, tendo como área de contacto as laterais do polegar e a base do dedo indicador.

## Kakushiken uchi
Kakushiken uchi (鶴嘴拳打ち) golpe com a mão em forma de bico.

## Ko uchi
Ko uchi (弧打ち), ou kakuto uchi (鶴頭打ち).

## Kote uchi
Kote uchi (小手打ち) é a pancada desferia com o antebraço.

## Kumade uchi
Kumade uchi (熊手打ち), "patada de urso".

## Seiryuto uchi
Seiryuto uchi (青竜刀 打ち) a mão é usada como se um cutelo fosse.

## Shuto uchi
Shuto uchi (手刀打ち) usa a chamada "faca da mão", a parte externa da mão espalmada, ou seja, a lateral da mão na base do dedo mínimo.

## Teisho uchi
Teisho uchi (手掌打ち) é um golpe semelhante a um soco, mas a área de conctacto/impacto reside na base interna da articulação do punho.

## Tetsui uchi
Tetsui uchi (鉄槌打ち) faz-se como se o antebraço fosse um martelo, com a mão fazendo as vezes de maça. A trajetória do golpe é precipuamente circular, tendo como vértice do ângulo a articulação do cúbito. Para dar maior potência a esta técnica, é importante fazer em harmonia com as técnicas de koshi kaiten e kokyu.
- Tetsui hizo uchi (鉄槌脾臓打ち, Tetsui hizō).

## Toho uchi
Toho uchi (刀法打ち) usa a mão em forma de U. Aalém de ser uma golpe contundente, a técnica pode ser usada para segurar o oponente num determinado ponto para aplicar uma torção ou outro golpe.

## Uraken uchi
Uraken uchi (正拳打ち) é executado co'as costas do punho mas com atingimento no exíguo sítio entre os dedos indicador e médio, isto é, trata-se de golpe com a te waza em uraken.
- Uraken hizo uchi (正拳脾臓打ち, uraken hizō).

## Outras formas
- Ato uchi (後打ち), finta
- Furi uchi (振り打ち), em forma de gancho
- Hasami uchi (鋏打ち), golpe em forma de tesoura
- Mawashi uchi (回し打ち), em forma circular
- Sayu uchi (左右打ち), ambos os lados
- Shomen uchi (正面打ち, Shōmen-uchi), ataque frontal
- Yokomen uchi (横面打ち), ataque lateral
- Uchi uchi (内打ち), ataque por dentro